# Fiat Pininfarina Coupé y Cabriolet
Se conoce con el nombre de Fiat Pininfarina Coupé y Cabriolet, a una saga de automóviles deportivos diseñados por Pininfarina y producidos por Fiat entre los años 1959 y 1966. Oficialmente fueron ofrecidos bajo las nomenclaturas 1200, 1500 y 1600.

## Historia
En la segunda mitad de los años cincuenta el fabricante de automóviles de Turín decidió construir, utilizando la mecánica y la plataforma del 1200 Syder, un roadster con sabor más elegante y europeo. Los bellos (y muy clásicos) Cabriolet y Coupé diseñados por Pininfarina, llevó a cabo una mecánica absolutamente sin cambios (a excepción de un ligero aumento en la potencia a 59 CV (44 kW) del 4 cilindros de 1221 cm³). Y en el caso del de techo de lona, a pesar de que el nombre oficial era 1200 «Cabriolet», el nuevo coche (lanzado en 1959) fue un verdadero «spider» biplaza deportivo.
A finales de ese año la versión con motor de 1.2 litros fue flanqueado por el más poderoso 1500S Cabriolet, impulsado por un motor DOHC de 1491 cm³, preparado por la empresa especializada en afinación de vehículos OSCA (Officina Spedalizzata Costruzione Automobili), capaz de entregar 80 CV (59 kW), que deriva directamente de motor OSCA MT4 (Maserati Tipo a quattro cilindri). El 1500S, reconocible por su nueva parrilla que incorpora el 1200, también tenían frenos de disco delanteros. Algunos 1500S se establecieron directamente en los talleres de OSCA y fueron modificados para mayor rendimiento y mejorar la aerodinámica por la cual los hizo mejorar su desempeño sobre los primos producidos en Fiat. Estos hechos a la medida están siendo muy buscados porque son muy raros. (El nombre OSCA nunca fueron puestos con emblemas en los propios coches).

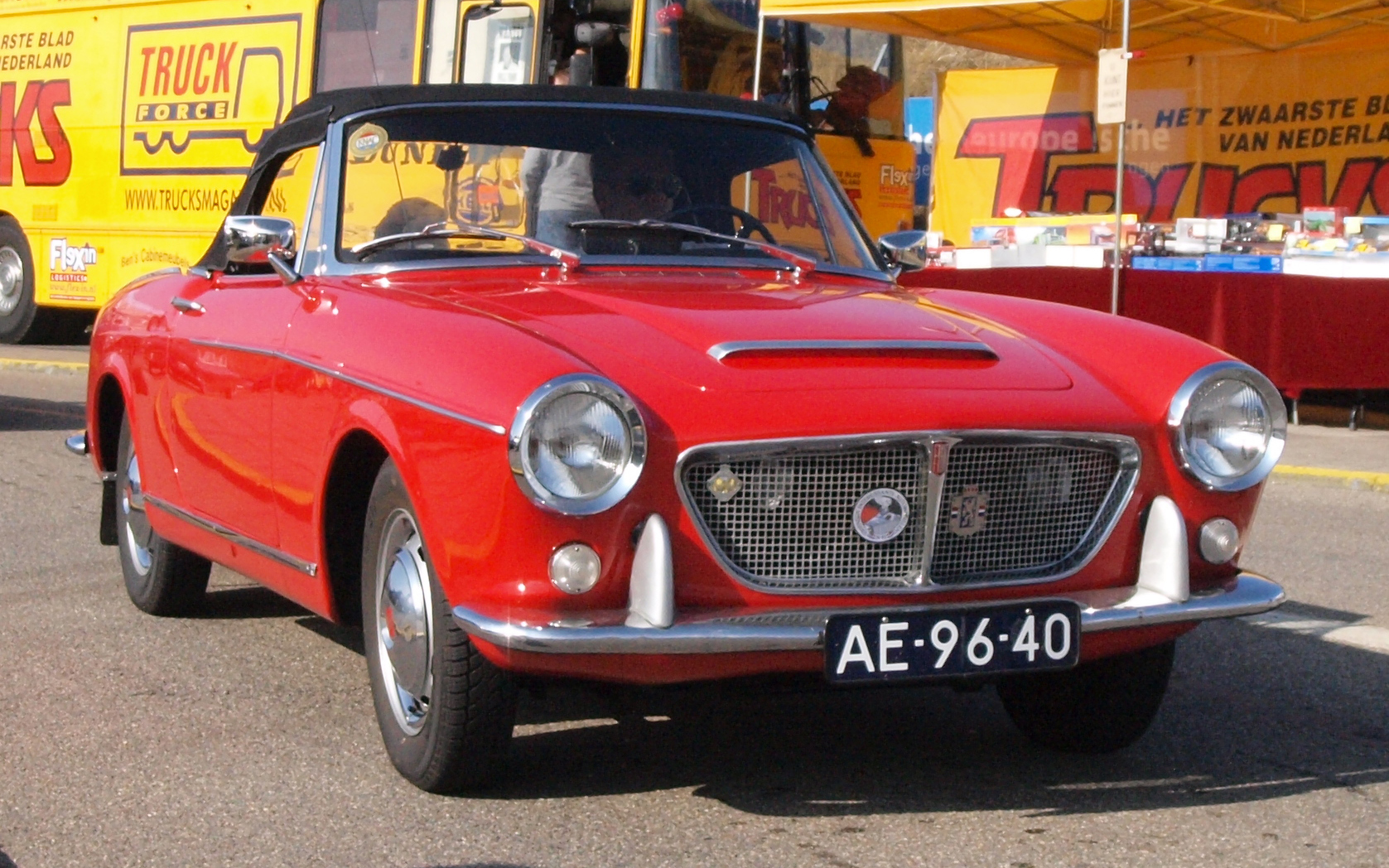
Fiat Pininfarina Cabriolet 1ª serie
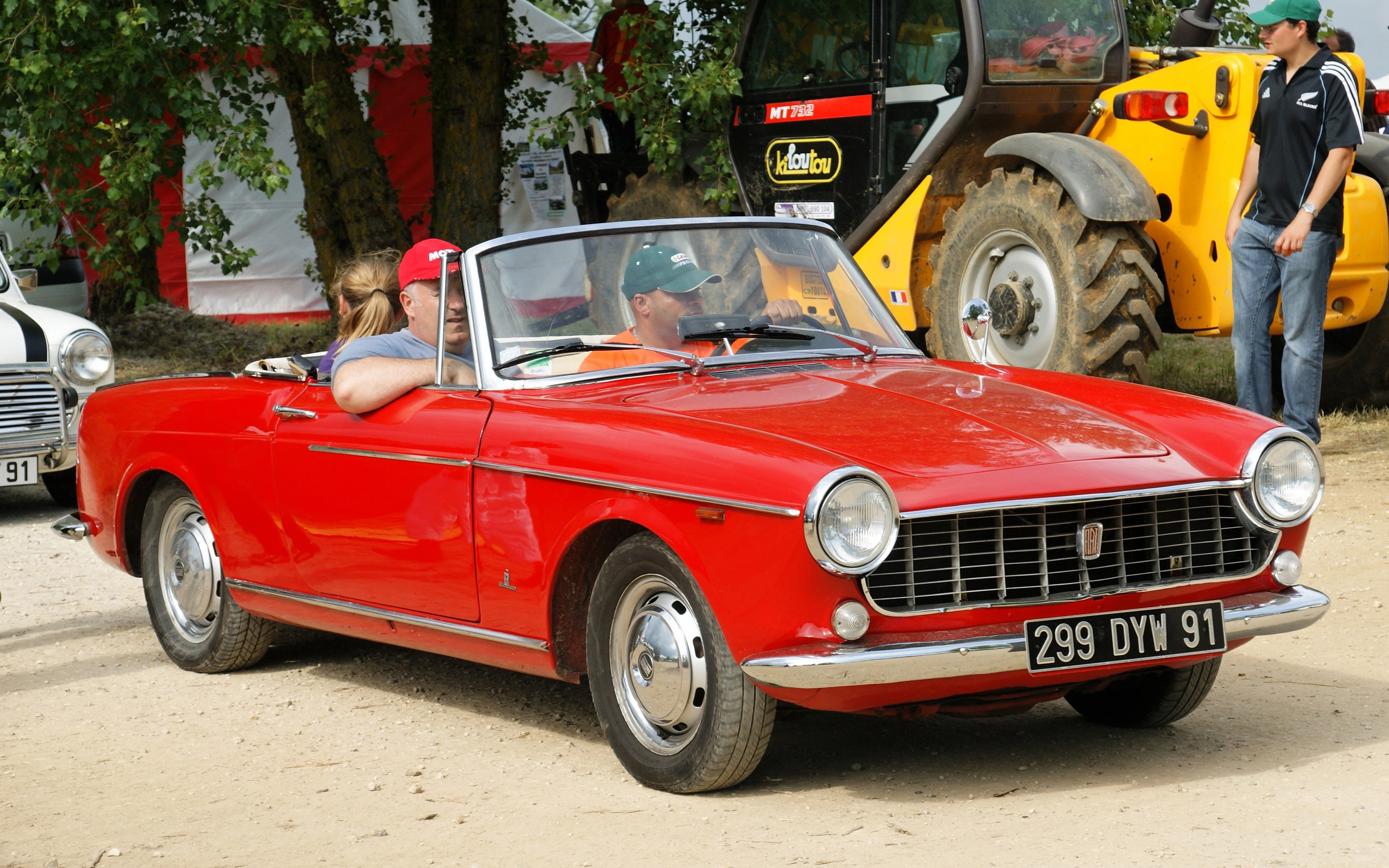
Fiat Pininfarina Cabriolet 2ª serie
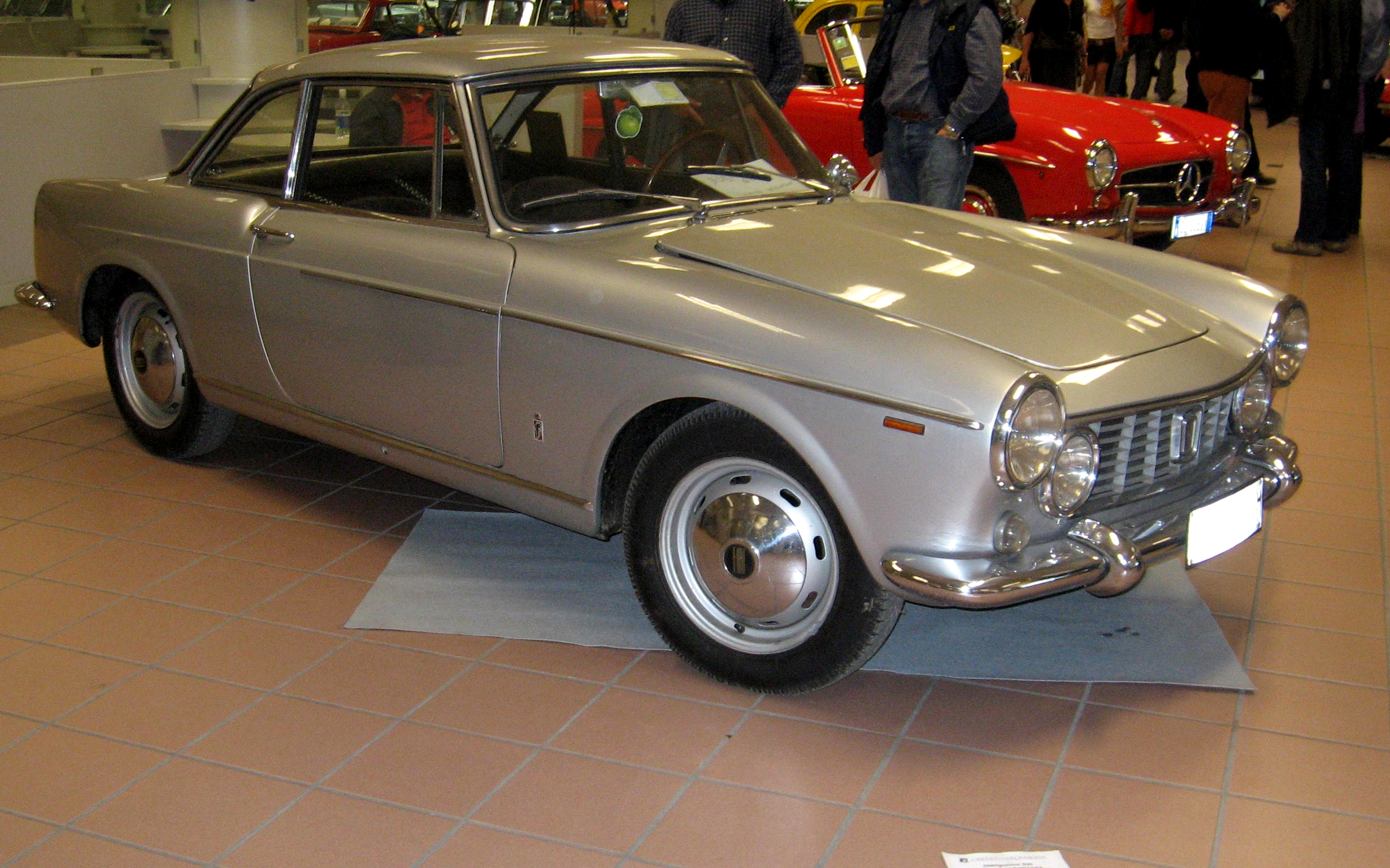
Fiat Pininfarina 1600S Coupé 2ª serie

En 1963, durante el lanzamiento de la berlina 1500, la coupé y cabriolé recibe el nuevo motor 1500 de la berlina, su propio 1500 (actualizado del 1100), el 1481 cm³ de 73 CV (54 kW), convirtiéndose en 1500 Coupé y Cabriolet. Sin embargo, Fiat aún quería una opción OSCA de mayor rendimiento tanto en el cabriolé como la coupé, y el viejo MT4 se estiró hasta 1.568 cm³ (90 CV), que le valió a la máquina la designación «S», con la opción de carburadors gemelo tipo Weber, este motor desarrollo unos 100 CV (74 kW), fue equipado con frenos de disco en las cuatro ruedas y reconocibles por su toma de aire en el lado izquierdo del capó del motor para alimentar los carburadores.

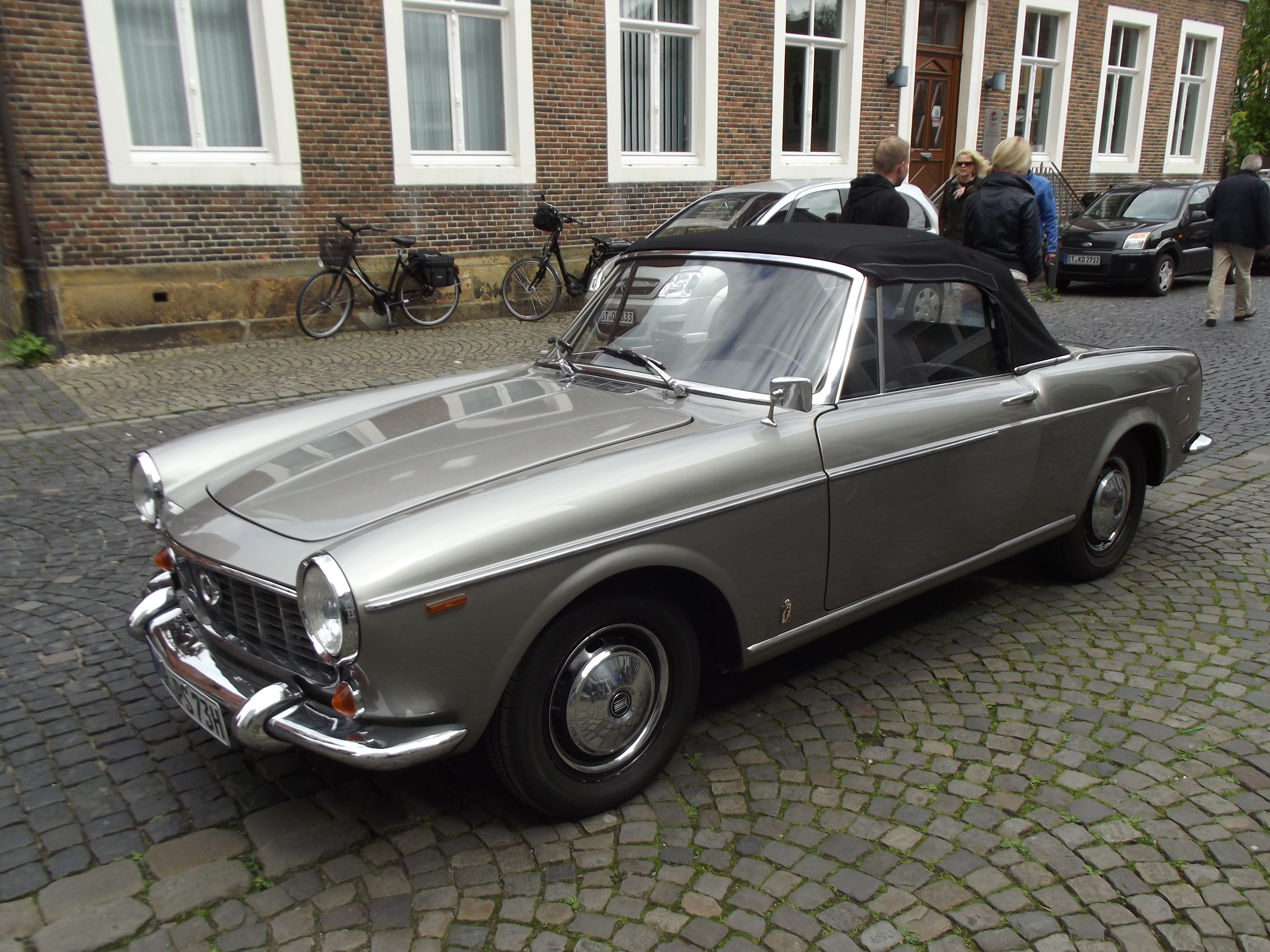
Fiat Pininfarina Cabriolet

En septiembre de 1963, con supervisión de Pininfarina, cambia el aspecto del morro en ambos coches: desaparece la toma de aire en el capó; el motor se baja ligeramente en el bastidor, a fin de dejar el capó «plano»; se adopta una parrilla delantera más moderna a toda la anchura horizontal (en la versión 1600S también se añaden dos faros de alto alcance de un diámetro ligeramente más pequeño que el principal, aunque este última mantiene tanto la luz baja y las altas; el paragolpes delantero pierde las dos características de «plátano» vertical, reemplazado por dos pernos ojivales similares a los de la berlina contemporánea 1300-1500. La caja de cambios de esta versión, todavía en el comienzo se mantiene de  4 velocidades, sin embargo, a principios de 1964, finalmente, se convierte en 5 velocidades, sin duda más agradable.
En 1966 este coche se sustituye por el 124 Sport Spider y 124 Sport Coupé.

### Cronología del Fiat Pinifarina Coupé y Cabriolet
- En 1959 el Pinifarina Coupé y Cabriolet con motor 1200 es introducido.
- En 1960 se introduce el motor de alto rendimiento 1500 OSCA además del 1200.
- En 1963 se introduce la 2ª serie del Coupé y Cabriolet con un nuevo motor 1500 (FIAT) y se mantiene el 1200.
- En 1963 tienen disponible el 1200, 1500 (FIAT) y se introduce el motor de alto rendimiento 1600 OSCA.
- En 1964 el motor 1200 es descontinuado y se mantiene disponible el 1500 y el 1600 OSCA.